# Einwilligung (Datenschutzrecht)
Einwilligung ist im Datenschutzrecht die Zustimmung zur Verarbeitung personenbezogener Daten durch die betroffene Person gegenüber dem Verantwortlichen.

## Deutschland

### Verarbeitung personenbezogener Daten, die in einem Dateisystem gespeichert sind oder gespeichert werden sollen

#### Rechtslage bis zum 24. Mai 2018 (Bundesdatenschutzgesetz a.F.)
Im Bundesdatenschutzgesetz (BDSG) in der bis zum 24. Mai 2018 geltenden Fassung galt als allgemeiner Grundsatz ein Verbot mit Erlaubnisvorbehalt: die Erhebung, Verarbeitung und Nutzung personenbezogener Daten waren gemäß § 4 Bundesdatenschutzgesetz (BDSG) verboten, außer falls eine Rechtsnorm dies ausdrücklich erlaubte oder anordnete oder der Betroffene dazu seine Einwilligung erklärte.
§ 4a I BDSG regelte die Voraussetzungen einer rechtmäßigen Einwilligung:
- Die Einwilligung muss persönlich durch den Betroffenen erfolgen
- Die Einwilligung muss vor Erhebung, Verarbeitung oder Nutzung der Daten erfolgen (ex nunc)
- Die Einwilligung muss grundsätzlich schriftlich erfolgen
- Die Einwilligung muss freiwillig erfolgen
  - die Einwilligung wird nicht in einer Zwangslage oder unter Druck getroffen
  - eine Verweigerung der Einwilligung ist ohne Befürchtung von Sanktionen möglich
  - ein Widerruf der Einwilligung einer zuvor erteilte Einwilligung ist folgenlos
- Es muss auf den vorgesehenen Zweck der Erhebung, Verarbeitung oder Nutzung hingewiesen werden
- Es muss auf Folgen der Verweigerung hingewiesen werden, soweit nach Umständen des Einzelfalles erforderlich oder auf Verlangen
- Die Einwilligung muss besonders hervorgehoben werden, falls sie zusammen mit anderen Erklärungen schriftlich erteilt werden soll
- Soll sie für die Verarbeitung besonderer Arten von personenbezogenen Daten gelten (z. B. Gesundheitsdaten, rassische oder ethnische Herkunft etc., vgl. § 3 Abs. 9 BDSG), muss sie sich ausdrücklich auf diese beziehen.

Falls es sich um besondere Arten personenbezogener Daten gemäß § 3 Abs. 9 BDSG (unter anderem Gesundheitsdaten und Informationen über die ethnische Herkunft) handelte, musste sich eine Einwilligung nach § 4a III BDSG ausdrücklich auf diese Daten beziehen.
Nach § 4a I BDSG wurde eine Schriftform nicht benötigt, falls wegen besonderer Umstände auch eine andere Form angemessen war.
Des Weiteren bestanden nach § 4a II BDSG insbesondere für die Wissenschaft Ausnahmen bezüglich der Schriftform. Falls der Forschungszweck durch eine Schriftform erheblich beeinträchtigt würde, konnte eine andere Form ausreichen. Der Hinweis auf den Zweck und die Folgen einer Verweigerung sowie die Gründe, aus denen sich die erhebliche Beeinträchtigung des bestimmten Forschungszwecks ergab, waren in diesem Fall schriftlich festzuhalten.
Gemäß § 28 Abs. 3a und 3b BDSG konnte die Einwilligung in die Verarbeitung oder Nutzung personenbezogener Daten für Zwecke der Werbung sowie des Adresshandels auch elektronisch erfolgen.
Die tatsächliche Freiwilligkeit von Einwilligungen im Arbeitsverhältnis wurde von Datenschutzbeauftragten des Bundes und der Länder als fraglich angesehen. Begründet wurde dies mit der zwischen den Arbeitsvertragsparteien bestehenden unterschiedlichen Machtstruktur.
Falls die verantwortliche Stelle, die eine Einwilligung einholen wollte, eine Monopolstellung besaß, war die Freiwilligkeit fraglich, da eine Zwangslage vorherrschen konnte. In diesem Fall konnte ein Koppelungsverbot vorliegen.
Die datenschutzrechtliche Einwilligung wurde im Zusammenhang mit Diensten der Informationsgesellschaft wiederholt als Fiktion kritisiert.

#### Rechtslage seit dem 25. Mai 2018 (Datenschutz-Grundverordnung)
Seit dem 25. Mai 2018 ist die Datenschutz-Grundverordnung (DSGVO) in allen Mitgliedstaaten der Europäischen Union unmittelbar geltendes Recht (Art. 99 Abs. 2 DSGVO).
Die Verarbeitung personenbezogener Daten ist danach nur rechtmäßig, wenn ein Erlaubnistatbestand gegeben ist. Dazu zählt, dass die betroffene Person ihre Einwilligung zu der Verarbeitung der sie betreffenden personenbezogenen Daten für einen oder mehrere bestimmte Zwecke gegeben hat (Art. 6 Abs. 1 lit. a DSGVO).
Einwilligung der betroffenen Person im Sinne der DSGVO ist „jede freiwillig für den bestimmten Fall, in informierter Weise und unmissverständlich abgegebene Willensbekundung in Form einer Erklärung oder einer sonstigen eindeutigen bestätigenden Handlung, mit der die betroffene Person zu verstehen gibt, dass sie mit der Verarbeitung der sie betreffenden personenbezogenen Daten einverstanden ist“ (Art. 4 Nr. 11 DSGVO).
Art. 7 Abs. 2–4 DSGVO macht die Wirksamkeit der Einwilligung von bestimmten Bedingungen abhängig:
- Erfolgt die Einwilligung der betroffenen Person durch eine schriftliche Erklärung, die noch andere Sachverhalte betrifft, so muss das Ersuchen um Einwilligung in verständlicher und leicht zugänglicher Form in einer klaren und einfachen Sprache so erfolgen, dass es von den anderen Sachverhalten klar zu unterscheiden ist. Teile der Erklärung sind dann nicht verbindlich, wenn sie einen Verstoß gegen diese Verordnung darstellen.

- Die betroffene Person hat das Recht, ihre Einwilligung jederzeit zu widerrufen. Durch den Widerruf der Einwilligung wird die Rechtmäßigkeit der aufgrund der Einwilligung bis zum Widerruf erfolgten Verarbeitung nicht berührt. Die betroffene Person wird vor Abgabe der Einwilligung hiervon in Kenntnis gesetzt. Der Widerruf der Einwilligung muss so einfach wie die Erteilung der Einwilligung sein.

- Bei der Beurteilung, ob die Einwilligung freiwillig erteilt wurde, muss dem Umstand in größtmöglichem Umfang Rechnung getragen werden, ob unter anderem die Erfüllung eines Vertrags, einschließlich der Erbringung einer Dienstleistung, von der Einwilligung zu einer Verarbeitung von personenbezogenen Daten abhängig ist, die für die Erfüllung des Vertrags nicht erforderlich sind.

In der Praxis üblich sind beispielsweise sog. Consent-Banner.
In den Landesdatenschutzgesetzen sind Art. 7 DSGVO entsprechende Regelungen enthalten.

### Verarbeitung personenbezogener Daten für Zwecke eines Straf- oder Ordnungswidrigkeitenverfahrens
Die DSGVO ist auf die Verarbeitung personenbezogener Daten durch die zuständigen Behörden zum Zwecke der Verhütung, Ermittlung, Aufdeckung oder Verfolgung von Straftaten oder der Strafvollstreckung, einschließlich des Schutzes vor und der Abwehr von Gefahren für die öffentliche Sicherheit nicht anwendbar (Art. 2 Abs. 2 lit. d DSGVO).
Gerichte, Strafverfolgungsbehörden einschließlich Vollstreckungsbehörden, Bewährungshelfer, Aufsichtsstellen bei Führungsaufsicht und die Gerichtshilfe dürfen personenbezogene Daten grundsätzlich ohne oder auch gegen den Willen der betroffenen Personen in Dateisystemen verarbeiten, soweit dies für Zwecke des Strafverfahrens erforderlich ist (§ 483 StPO).
Den Schutz natürlicher Personen bei der Verarbeitung personenbezogener Daten soll in diesen Fällen die Richtlinie (EU) 2016/680 gewährleisten. Denn gemäß Art. 8 Abs. 1 der Charta der Grundrechte der Europäischen Union sowie Art. 16 Abs. 1 des Vertrags über die Arbeitsweise der Europäischen Union  (AEUV) hat jede Person das Recht auf Schutz der sie betreffenden personenbezogenen Daten.
Soweit für polizeiliche oder strafprozessuale Maßnahmen überhaupt eine Einwilligung der betroffenen Person erforderlich ist, etwa für die Atemalkoholbestimmung, gilt seit dem 25. Mai 2018 die Neuregelung in § 51 BDSG. Soweit öffentliche Stellen der Länder im Anwendungsbereich der Strafprozessordnung personenbezogene Daten verarbeiten, ist Teil 3 des Bundesdatenschutzgesetzes entsprechend anzuwenden (§ 500 Abs. 1 StPO).
§ 51 BDSG kombiniert Elemente aus Art. 7 der DSGVO mit dort nicht enthaltenen Elementen des § 4a BDSG a. F. § 51 Abs. 1 BDSG entspricht Art. 7 Abs. 1 DSGVO, § 51 Abs. 2 BDSG Art. 7 Abs. 2 DSGVO und § 51 Abs. 3 BDSG Art. 7 Abs. 3 DSGVO. In § 51 Abs. 4 BDSG wurde der Ansatz aus § 4a Absatz 1 BDSG a. F. mit dem Gedanken aus Art. 7 Abs. 4 DSGVO angereichert, wonach für die Beurteilung der Frage, ob die Freiwilligkeit der Einwilligung vorliegt, wesentlich auf die Umstände der Erteilung abzustellen ist. § 51 Abs. 5 BDSG entspricht § 4a Abs. 3 BDSG a. F.